# Noël Cochin
Pour les articles homonymes, voir Cochin.
Noël Cochin, baptisé à Troyes le 22 juin 1622 et mort en 1695 à Venise, est un peintre, dessinateur et graveur à l’eau-forte français.

## Biographie

### Naissance et formation
Il est le fils du peintre Noël Cochin et de sa seconde épouse Perrette Verrat, et le demi-frère du peintre et graveur Nicolas Cochin.
Il suivit des cours de peinture à Rome. C’était sa première vocation, surtout la peinture de paysage, et il paraît qu’il y obtint des succès. La gravure ne fut pour lui que secondaire.

### Peintre et graveur
Pierre-Jean Mariette dit dans l’Abecedario qu’il « excellait à dessiner et à peindre le paysage ; j’ai quelques dessins de lui que j’estime beaucoup. » Lors du célèbre incendie du 30 août 1720, qui consuma les collections de l’ébéniste et collectionneur André-Charles Boulle, on signala parmi les pertes les plus regrettables un portefeuille de ses dessins.
Cochin travaillait à Paris en 1667 et en 1670, en même temps que son frère. Ce fut, croit-on, à cette dernière date qu’il alla s’établir à Venise, qu’il ne quitta plus et où il devait mourir. Depuis lors, il ne fut connu que sous la dénomination de Cochin de Venise.

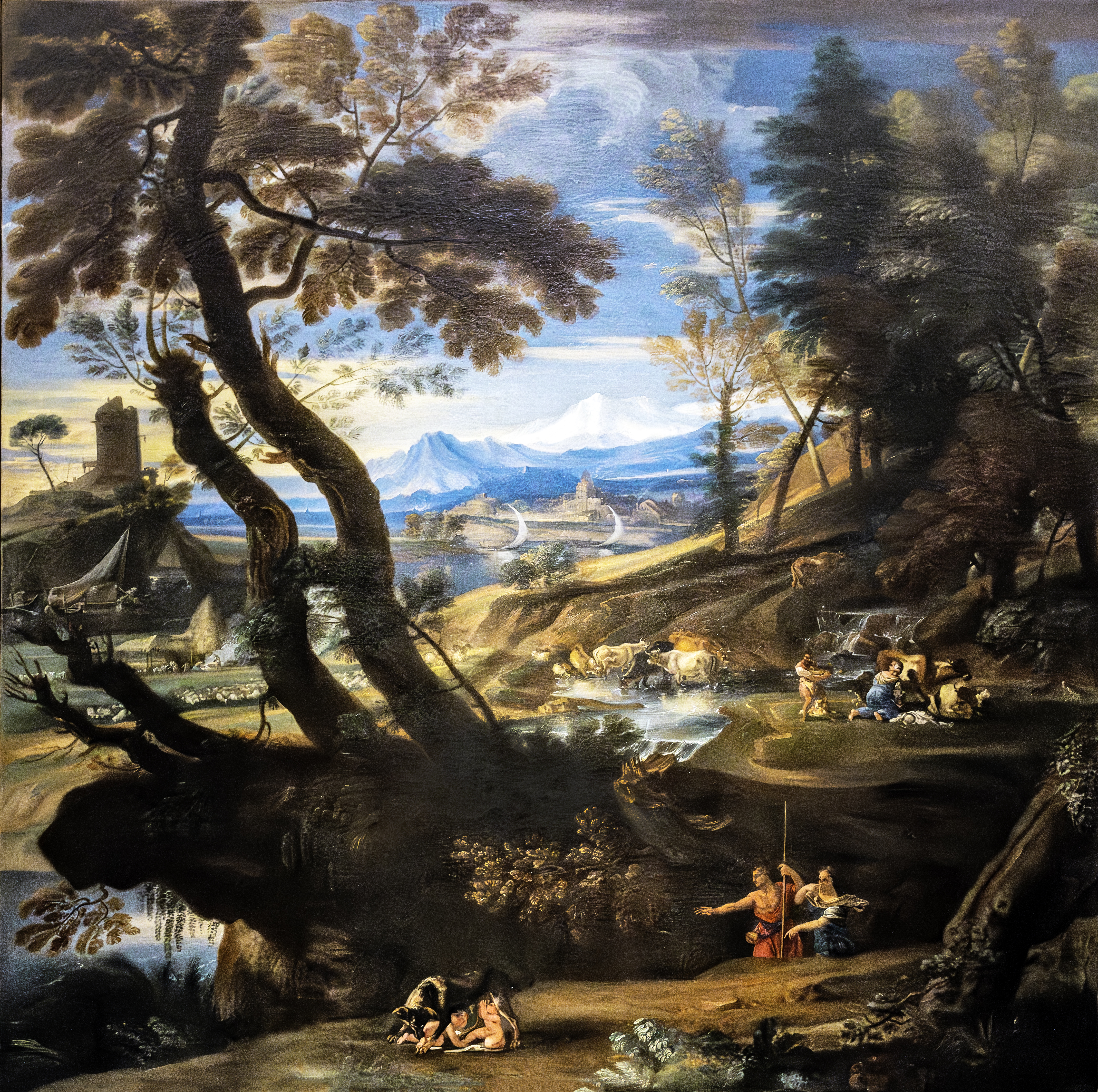
Paysage classique avec Romolus et Rémus - Complexe de santa Caterina Trévise

## Nom et attribution
Comme il signait les planches qu’il publia en petit nombre, tantôt de ses initiales N. C., tantôt des manières suivantes : Noël ; Nat ; Natalis ; Noé Cochin. Cette malheureuse conformité dans les initiales a produit entre les personnes et les œuvres des deux frères une confusion à laquelle peu ont échappé, en dépit de la différence énorme entre les talents de ces deux graveurs.